# 무사시노 미술대학
무사시노 미술대학(일본어: 武蔵野美術大学, Musashino Art University)은 도쿄에 위치한 일본의 명문 사립 미술대학이다.도쿄 예술대학, 무사시노미술대학, 타마미술대학 세 대학을 일컬어 '일본 3대 미술대학(통칭:三美大)'으로 불린다.

## 역사
1929년 개교한 제국미술학교(帝国美術学校)를 모체로 삼아 1962년 설립되었다.
개설학과는 일본화, 유화, 조각, 시각 디자인, 공예, 공간 연출, 건축, 기초 디자인, 영상학, 예술문화학, 디자인 정보학의 11개 학과이다. 학부 과정은 조형학부로 불리며, 이는 미술과 디자인을 종합적으로 다루는 개념이다. 통신교육과정과 대학원 박사 전기·후기 과정이 설치되어 있다.
제국미술학교로 불리던 일제강점기에 한국인 미술학도가 많이 유학한 학교였다.
2011년 현재 조형학부 및 대학원으로 구성되어 있다. 조형학부에는 일본화, 유화, 조각, 시각디자인, 공간연출, 공예, 건축, 기초디자인, 영상, 예술문화, 디자인정보 분야의 11개 학과가 개설되어 있다. 대학원에서는 석사 및 박사학위를 수여하며, 별도로 통신교육과정을 운영하고 있다. 이 학교의 교수들은 사진가, 만화가, 삽화가, 디자이너, 화가 등으로 활동하며 학생들을 지도한다.
2011년 현재 한국, 중국, 태국 등에서 온 188명의 외국 학생을 포함해 총 4,571명이 재학하고 있다. 학부 과정에 4,306명이 있으며 석사 과정에 248명, 박사 과정에 17명이 있다. 일본의 와세다 대학과 협력협정을 맺고 교류사업을 추진하고 있으며. 이 대학은 그동안 6만 명이 넘는 졸업생을 배출했다. 졸업생들은 미술, 디자인, 건축, 문학, 연극 등 다양한 분야에서 활동하고 있다. 캠퍼스는 도쿄 도 고다이라[小平]에 있다.

## 연혁
- 1929년 : 도쿄 도 무사시노시에 제국미술학교 설립
- 1948년 : 무사시노 미술학교로 개칭
- 1957년 : 무사시노 단기대학 설치
- 1962년 : 무사시노 미술대학 설립
- 1973년 : 대학원 조형연구과 설치
- 1999년 : 단기대학 학생 모집 중단
- 2004년 : 대학원 박사과정 후기 설치